# Péptido-C
Péptido-C ou peptídeo C é um péptido que é obtido quando a pró-insulina é clivada em insulina e péptido-c aquando do seu processamento. Pode ser usado para dosar a produção endógena de insulina, não sofrendo efeito das administrações de insulina subcutânea. Seu tempo de meia vida é de aproximadamente 30 minutos.

## Usos
Um de seus usos é para verificar se o paciente tem diabetes mellitus tipo 1 ou diabetes mellitus tipo 2. Contudo, não possui nenhuma função fisiológica conhecida.